# Kosd
Kosd é um município da Hungria, situado no condado de Peste. Tem 34,09 km² de área e sua população em 2015 foi estimada em 2.386 habitantes.